# Мілюков Павло Миколайович
Мілюко́в Павло́ Микола́йович (15 (27) січня 1859, Москва — 31 березня 1943, Екс-ле-Бен) — російський політичний діяч, історик та публіцист. Лідер партії конституційних демократів (кадетів), депутат Державної думи кількох скликань, міністр закордонних справ Тимчасового уряду.

## Біографія

### Родина
Павло Миколайович Мілюков народився 27 січня (15 січня за ст. стилем) 1859 року в Москві. Його батько був міським архітектором та інспектором художніх училищ, викладав у школі зодчества, а наприкінці життя працював на посаді оцінювача в одному з московських банків.
Павло Олексієвич, дід Мілюкова, походив з Тверської губернії. Він довгий час працював на золотих копальнях в Сибіру, однак безуспішно. Після його смерті батько Павла Мілюкова вивіз свою велику родину до Москви.
Мати Павла Миколайовича походила з роду Султанових з Ярославської губернії. Серед родичів матері близьким до Мілюкова був його двоюрідний брат М. В. Султанов, відомий архітектор. Як згадував майбутній політик, його мати була владною жінкою і відігравала в родині керівну роль, постійно акцентуючи увагу на низькому походженні батька Мілюкова.

### Дитинство
На Павла Миколайовича великий вплив справив батько, який щиро захоплювався своєю професію і познайомив його з «Іліадою» Гомера, «Російським архівом», словниками з архітектури та численною літературою з історії мистецтва та естетики.
На підмосковній дачі в Пушкіно Мілюков проводив чимало вільного часу. Спостерігаючи за роботою батька він отримав певні знання з креслення та архітектури, що пізніше стали йому в пригоді під час написання «Нарисів з історії російської культури».
В ранні роки у Мілюкова зародився стійкий інтерес до поезії та музики. Досить рано Павло почав писати вірші. Спочатку він просто наслідував Пушкіна й Нікітіна, а вже згодом з'явились його перші оригінальні твори. У Мілюкова був абсолютний музичний слух. Він знав на пам'ять всі головні партії опери Глінки «Життя за царя». На прохання хлопчика, батько купив йому скрипку і найняв досвідчених вчителів: соліста Большого театру Барміна та скрипаля Віллауна. Юнак брав участь у квартетах, де виконував партії альта та другої скрипки.

### Гімназійні роки
Навчаючись в Першій Московській гімназії, Мілюков познайомився з пригодницькими творами Ф. Купера, Ж. Верна, М. Ріда, байками Крилова, працями Бєлінського та Чернишевського. В гімназійні роки він читав Гете, Шіллера, Гюго, а також «Енеїду» Вергілія, яка, за його спогадами, справила на нього неабияке враження. Мілюков любив математику та історію літератури; власне історія ж викликала в нього байдужість і її вивчення зводилось лише до підручника Іловайського.
Мілюков захоплювався культурою давнього світу; вивчав грецьку, німецьку, французьку та англійську мови, знав на пам'ять твори Есхіла, Софокла, Арістофана, Евріпіда, Платона, Теренція, Цицерона, Тацита та інших античних авторів. До цього додавалось знайомство з філософією — Спенсером, Гегелем, Вольтером. Саме тут у Мілюкова вже чітко визначилась здібність не лише до аналітичного, а й до асоціативного мислення, до узагальнень та синтезу. Він добре розумів однобічний характер викладання, зосередження на суто формальному штудіюванні давніх мов замість посиленого вивчення історії, літератури та природничих наук, що сприяло б формуванню осмисленого ставлення до дійсності. В гімназії Павло Миколайович також зацікавився суспільно-політичним життям. По її закінченні юнак став єдиним, хто отримав срібну медаль.

### Навчання в університеті
В 1877 році Мілюков вступив на історико-філологічний факультет Московського університету. Тут він поглиблює свої знання з грецької філософії, читає Д. Г'юма, Дж. Локка та І. Канта. З появою в університеті В. Й. Ключевського та П. Г. Виноградова, Мілюков зацікавився історією. Він зближується з ними і вчиться серйозній науковій роботі. Мілюков вважав Ключевського посередником між традиційним розумінням історії і новаторством європейської науки. Для молодого юнака, як і для решти студенства того часу, ім'я цього історика було втіленням нової наукової перспективи, оскільки їх покоління відкидало уявлення про історію як сукупність розповідей про факти.
В обранні своєї спеціальності Мілюков вагався між темами в галузі давньої історії та філософії епохи Просвітництва. Сюди ж можна віднести культурно-антропологічні дослідження та захоплення суспільними рухами. В 1877 році Мілюков вивчав «Метафізику» Аристотеля, в 1878 — історію Стародавнього Риму та «Критику чистого розуму» І. Канта. Лише з 1879 року він зацікавився російською історією, коли окрім історії культу предків в Русі виникає інтерес до питання про російську інтелігенцію. В 1880 році Мілюков вивчає твори М. О. Бакуніна і готує літографічне видання лекцій М. М. Троїцького «Курс історії філософії».
На юнака справили вплив також Д. М. Петрушевський та М. Н. Покровський. В семінарії Виноградова Мілюков пише роботу по римській епіграфіці і обирає своєю спеціальністю російську історію. Ще одною його працею була робота про літературні пам'ятки XV—XVII ст. під керівництвом ректора університету Н. С. Тихонравова. Вивчення загальної історії Мілюков розглядав як необхідну пропедевтику для кращого розуміння російських джерельних процесів.
В період загострень внутрішньополітичної ситуації в імперії кінця 1870-х — початку 1880-х років Мілюков брав участь у студентському самоврядуванні і став свідком серйозних змін. Він притримувався поміркованої течії студентського руху. Згодом його арештували за участь у зібранні і направили до Бутирської в'язниці, після чого виключили з університету з правом поновлення на наступний рік. За цей час Павло Миколайович разом з товаришем брата П. Кречетовим вирушає до Італії з метою знайомства з греко-римською скульптурою та живописом раннього Відродження. Він відвідав Венецію, Падую, Болонью, Пізу, Флоренцію, Сієну, Рим, Неаполь та Помпеї.
По поверненню на четвертий курс університету Мілюков посилено вивчає німецьку, французьку, англійську та італійську мови; пізніше — болгарську, шведську та норвезьку. В цей час він знайомиться з книгою Ключевського «Боярська дума Давньої Русі», паралельно з навчанням працює викладачем історії в четвертій жіночій гімназії.

## Історик
7 травня 1883 року Мілюков отримав атестат, що засвідчував закінчення ним університету з «дуже гарною поведінкою» та «відмінними успіхами», а також затверджував його в ступені кандидата. Тим самим студентський період його біографії, що фактично завершився на один рік раніше, був остаточно підсумований і з формального боку. Питання про залишення Мілюкова при університеті для підготовки до магістерського іспиту по кафедрі російської історії офіційно було вирішене 1883 року, коли Ключевський подав на факультет відповідну характеристику. В результаті Мілюков залишається на кафедрі Ключевського для підготовки до професорського звання.
Для історичної теорії Мілюкова засадничим чинником була дискусія західників та слов'янофілів про оригінальність російського історичного процесу.

## Політична діяльність

### Діяльність в еміграції
В еміграції продовжував критично ставитися до більшовиків, але підтримував агресивну зовнішню політику Йосипа Сталіна, зокрема підтримував війну проти Фінляндії, заявивши — «Мені шкоди фінів, але я за Виборзьку губернію» (Мне жаль финнов, но я — за Выборгскую губернию).
Під час Другої світової війни стверджував, що «у випадку війни еміграція завжди має бути беззастережно на боці своєї батьківщини» (в случае войны эмиграция должна быть безоговорочно на стороне своей родины). Був рішучим противником нацистської Німеччини, незадовго до смерті був радий перемоги радянських військ під Сталінградом.
Одна з останніх статей Мілюкова під назвою «Правда про більшовизм», написана для однієї з американських газет, була присвячена боротьбі радянських солдатів проти німецько-фашистських загарбників. У цій же статті Мілюков опонує Марку Вишняку у відповідь на його цитату «Російський народ проявляє зараз чудеса хоробрості не завдяки радянському режиму, а всупереч режиму», яку пізніше неодноразово згадували в російській пресі в різних варіантах, як правило, вирвану з контексту. Деякі витяги з цієї статті з'явилися в газеті «Російський патріот» (випуск від 11 листопада 1944 року). Стаття «Правда про більшовизм» таємно поширювалася у французькому антифашистському підпіллі: під її впливом чимало російських емігрантів вступили в рух Опору у Франції. За твердженням Річарда Пайпса, під кінець своїх днів Мілюков вважав, що радянський режим підтримується населенням.
Помер в Екс-ле-Бен, похований на місцевому цвинтарі. 1954 року, після закінчення терміну оренди могили, прах було перенесено до Парижа, на цвинтар Батіньйоль, де поховано поруч з А. С. Мілюковою.

## Цікаві факти
Як і значна кількість інших російських істориків (Болтін, Чичерін, Бестужев-Рюмін та ін.), Мілюков вважав, що російське суспільство після монголо-татарської навали розвивалося за східним, азійським зразком, і таким чином історія Київської і Московської Русі мала різні вектори розвитку.
Під час першої світової війни він став політиком (1916—1917). Він зустрівся з професором Томаш Гарріг Масариком в Лондоні, і консультувався з ним з появою і нинішнього стану чехословацького легіону в Росії в той час.

## Публікації
- Государственное хозяйство России в первой четверти XVIII столетия и реформа Петра Великого. — СПб., 1892 (второе издание — СПб, 1905).
- Разложение славянофильства. Данилевский, Леонтьев. Вл. Соловьёв: [Публ. лекция, чит. 22 янв. 1893 г. в аудитории Ист. музея. — Москва: типо-лит. товарищества И. Н. Кушнерев и К°, 1893. — 53 с.
- Владельцы населённых имений в нескольких уездах Рязанской губернии по первой ревизии: (1722 г.). — Рязань: тип. Губ. правл., 1897. — [2], 7 с.: табл.
- Очерки по истории русской культуры (в 3 частях). — СПб.: Издание журнала «Мир Божий», 1896—1903, Юбилейное издание Париж, 1930—1937; Гаага, 1964. (переиздание — М., 1992—1993).
- Древнейшая разрядная книга официальной редакции. [СПб. : Имп. Общество истории и древностей рос. при Моск. университете, 1901].
- Из истории русской интеллигенции. Сборник статей и этюдов. — СПб., 1902.
- Верховники и шляхетство. — Ростов-на-Дону: «Донская речь» Н. Парамонова, 1905. — 74 с.
- Милюков П. Н. {{{Заголовок}}}. Архівовано березень 4, 2016 на сайті Wayback Machine.
- Интеллигенция и историческая традиция // Интеллигенция в России. — СПб., 1910
- Главные течения русской исторической мысли. — 3-е изд. — М., 1913.
- Демократизм и вторая палата. — Москва: Е. В. Кожевникова и Е. А. Коломийцева, 1905. — 27 с. — (Библиотека «Свободная Россия» / Под общ. ред. С. П. Мельгунова и П. М. Шестакова; № 5)
- Год борьбы: публицистическая хроника 1905—1906. — С.-Петербург: Типография товарищества «Общественная польза», 1907. — XVIII, 3—550 с. — (Библиотека «Общественной пользы»)
- Балканский кризис и политика А. П. Извольского: С прил. 2 карт и пересмотр. в 1909 г. текста турец. конституции. — Санкт-Петербург: тип. товарищества «Обществ. польза», 1910. — XIV, 404 с., 2 л. карт.
- Вооружённый мир и ограничение вооружений. — Санкт-Петербург: П.О.М., 1911. — 178, [1] с. — (Санкт-Петербургское общество мира; Вып. 1)
- Главные течения русской исторической мысли. — Изд. 3-е. — Санкт-Петербург: издание М. В. Аверьянова, 1913. — XII, 342 с.
- Почему и зачем мы воюем?: (Война, её происхождение, цель и последствия). — Петроград: Летушковская паровая книгопечатня «Свобода», 1917. — 59 с.
- История второй русской революции. София, 1921—1924 Вып. 1—3. (Переиздание — М., 2001; Минск, 2002).
- История второй русской революции. — София: Российско-болгарское книгоизд-во. T. 1, вып. 1: Противоречия революции. — 1921. — 248, [1] с.
- История второй русской революции. — София: Российско-болгарское книгоизд-во. T. 1, вып. 2: Корнилов или Ленин?. — 1921. — 291, [1] с.
- История второй русской революции. — София: Российско-болгарское книгоизд-во. T. 1, вып. 3: Агония власти. — 1923. — 307, [1] с.
- Три попытки (к истории русского лже-конституционализма). — Париж: [Тип. Франко-русская печать], 1921. — 87 с.
- Национальный вопрос (происхождение национальностей и национального вопроса в России). Берлин, 1925.
- Эмиграция на перепутье. — Париж: Издательство Респ.-дем. объед., 1926. — 136 с.
- Национальный вопрос: (Происхождение национальности и нац. вопросы в России). — Praha: Swobodnja Rossija, 1925. — 192 с. — (Библиотека издательства «Свободная Россия»)
- Россия на переломе: Большевистский период русской революции. — Париж: [б. и.], 1927. — Т. 1: Происхождение и укрепление большевистской диктатуры. — 400 с., [1] л. карт.
- Россия на переломе: Большевистский период русской революции. — Париж: [б. и.], 1927. — Т . 2: Антибольшевистское движение. — 281 с., [2] л. карт.
- Республика или монархия? — [Б. м.]: Издание Республиканско-демократического объединения, 1929. — 31 с.
- Н. И. Тургенев в Лондоне. — Париж: Общество друзей рус. книги, 1932. — [18] с.
- Живой Пушкин (1837—1937): Истор. биогр. очерк. — 2-е изд., испр. и доп. — Париж: [б. и.], 1937. — 140 с., [1] л. портр.
- Воспоминания (1859—1917). В 2 т. Нью-Йорк, 1955 (переиздание — М., 1990, 1991, 2002).
- Очерки истории исторической науки. М., 2002.
- Речь П. Н. Милюкова на заседании Государственной думы
- О выезде из России Николая II 1 // «Последние Новости». 08.09.1921
- Война и вторая революция Пять дней революции (27 февраля — 3 марта)
- Покушение П Н Шабельского-Борк и С Таборицкого на П Н Милюкова в Берлине
- Древнейшая Разрядная книга официальной редакции (по 1565 г.). — Москва: Унив. тип., 1901. — 323 с.
- Лекции по «Введению в курс Русской истории», читанные на Историко-филологическом факультете Московского университета в 1894—1895 акад. году прив.доцентом П. Н. Милюковым. — Москва: б.и., 1895. — 682 с.
- М. М. Винавер и русская общественность начала XX века: Сб. ст. П. Н. Милюкова, В. А. Маклакова, кн. В. А. Оболенского [и др.] — Париж, [1937]. — 222 с.
- Непроизнесённая речь: Ст. чл. Гос. думы от г. Петербурга П. Н. Милюкова
- Официальные и частные редакции древнейшей разрядной книги // ЧОИДР. 1887. Кн. 2.
- Русская историография: Лекции, чит. пр.-доц. П. Н. Милюковым в 1-м полугодии 1886/7 ак. г. в Моск. университете
- Где был город Бездеж? / П. Н. Милюков // Труды императорского Московского археологического общества. — Т. XIII. Вып. I. — М.: «тип. А. И. Мамонтова и К˚», 1889. — С. 124—128.
- VIII Археологический съезд в Москве
- Спорные вопросы финансовой истории Московского государства : Рец. на соч. А. С. Лаппо-Данилевского: Организация прямого обложения в Московском государстве
- Владельцы населённых имений в нескольких уездах Рязанской губернии по первой ревизии
- Демократизм и вторая палата. — М.: Издание Е. В. Кожевниковой и Е. А. Коломейцевой, 1905. — 27 с.
- «Исконные начала» и «требования жизни» в русском государственном строе. — Ростов-на-Дону: Н. Е. Парамонов «Донская речь», ценз. 1905.
- Как прошли выборы во 2-ю Государственную думу: Со вступ. ст. и заключ. проф. П. Н. Милюкова / Составитель Алексей Смирнов
- Вторая дума: Публицист. хроника 1907 г.: 2-е продолж. сб. «Год борьбы»
- К финляндскому вопросу: Ст. по поводу речи чл. Гос. думы П. Н. Милюкова 13 мая 1908 г. при рассмотрении запросов по Финлянд. упр. / Э. Н. Берендтс
- Третья государственная дума и деятельность в ней фракции Народной свободы : (По докл. С.-Петерб. деп. П. Н. Милюкова собр. избирателей на Васильев. острове и Петерб. стороне)
- Последняя речь П. Н. Милюкова в заседании Государственной думы 1 ноября 1916 года : (Стеногр. отчёты стр. 35-48)
- Речь П. Н. Милюкова, произнесённая в заседании Гос. Думы 1-го ноября 1916 года Москва : Нар. право, 1917
- Россия в плену у Циммервальда: две речи / П. Н. Милюков; Партия нар. свободы. — [М.: Тип. товарищества Рябушинских, 1917]. — 39 с.
- Энциклопедия русской православной культуры